# Wolf Frank

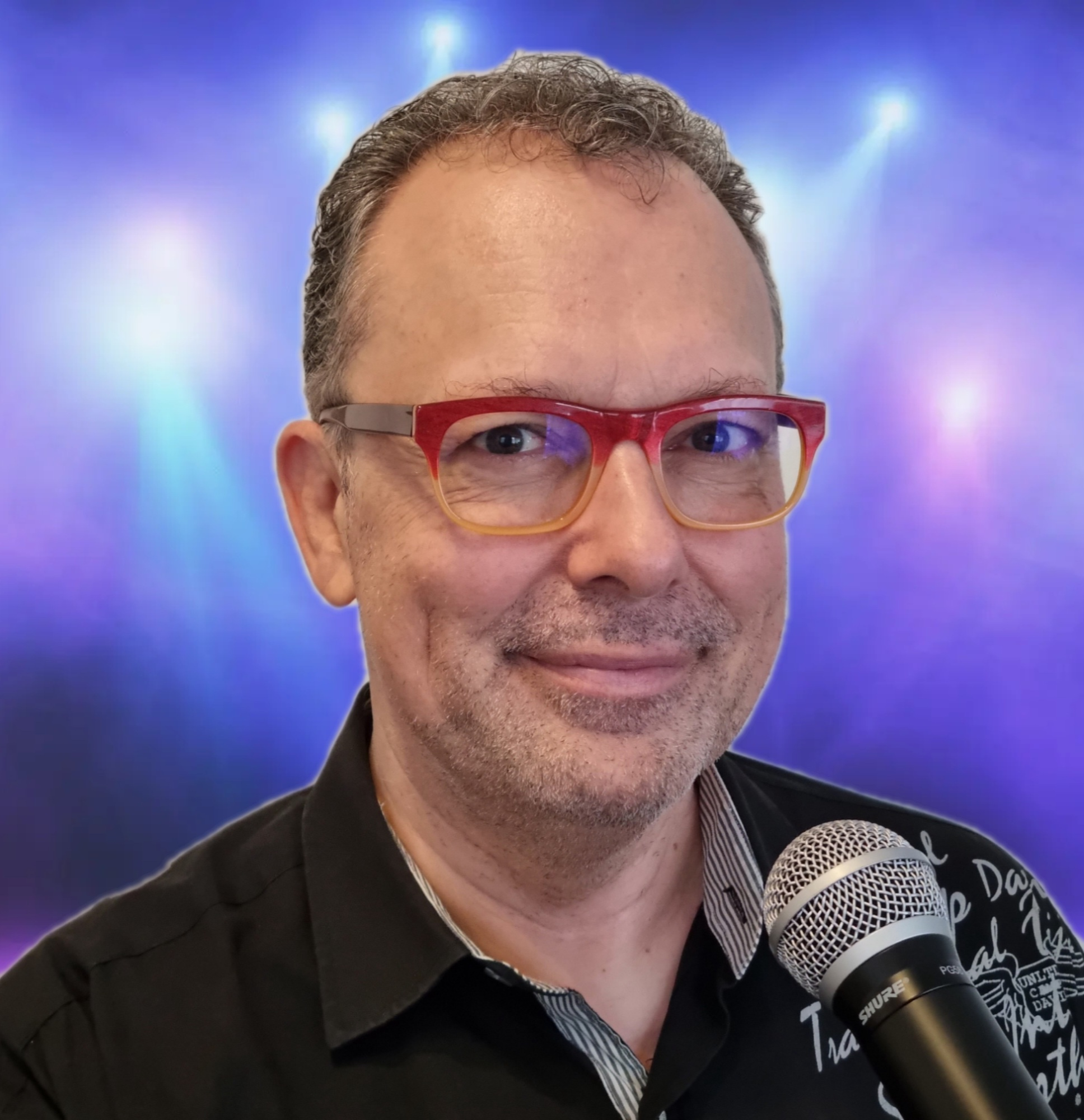
Wolf Frank

Wolf Frank (* 11. Mai 1968 in Wien) ist ein österreichischer Sänger und Schauspieler.

## Werdegang
Wolf Frank hatte erste Kinderrollen am Stadttheater Regensburg (1974) und Stadttheater Baden (1978) sowie diverse Engagements und Tonträger-Produktionen im Wienerlied-Genre. Als freischaffender Künstler ist er seit 1989 tätig. Frank war 1991 und 1992 Moderator bei Radio Wien und ab diesem Zeitpunkt auch als Comedian bei Ö3 beschäftigt. Als Entertainer hat er diverse Engagements in Österreich und Deutschland und ist in diversen TV-Produktionen zu sehen, zum Beispiel Tohuwabohu (1991) von Helmut Zenker, im Musikantenstadl (2001) und in der Barbara Karlich Show (2013). Frank arbeitet seit 1989 auch als professioneller Werbe- und Synchronsprecher in Österreich und Deutschland. Von 2004 bis 2011 war Frank Vorstandsmitglied beim VOET (Verband Österreichischer Textautoren) und seit 2003 ist er Obmann der „Wienerliedvereinigung Robert Posch“. Weiters ist er als Past-President des Kiwanis-Clubs Stockerau-Lenaustadt seit 2008 ehrenamtlich tätig für Kiwanis.

## Auszeichnungen und Ehrungen
- 1996: Das goldene Wienerherz (verliehen durch die Wienerliedvereinigung Robert Posch)
- 2008: Der Hut vom lieben Augustin in Bronze (verliehen durch die Wienerliedvereinigung Robert Posch)
- 2012: George F. Hixson-Orden (verliehen durch Kiwanis International)
- 2013: Ehrenprofessur Prof. h. c. of Performing Arts (verliehen durch das US-amerikanische NCLC Institute)
- 2013: Lyra (verliehen durch die Wienerliedvereinigung Robert Posch)
- 2013: Goldener Rathausmann (verliehen durch die Stadt Wien)
- 2018: Der Hut vom lieben Augustin in Silber (verliehen durch die Wienerliedvereinigung Robert Posch)
- 2018: Großes Ehrenzeichen mit Urkunde (verliehen durch den Verein Wiener Volkskunst)
- 2019: Silbernes Ehrenzeichen für Verdienste um das Bundesland Niederösterreich (verliehen durch das Land Niederösterreich)
- 2020: Silbernes Verdienstzeichen des Landes Wien (verliehen durch das Land Wien)[1]
- 2024: Robert Stolz-Medaille (verliehen durch die Wienerliedvereinigung Robert Posch)[2]
- 2024: Ehren-Urkunde der Wirtschaftskammer Niederösterreich (verliehen durch die Wirtschaftskammer Niederösterreich)[3]
- 2024: Kulturehrenzeichen in Gold der Stadt Stockerau (verliehen durch die Stadt Stockerau)[4]